# Stade Roland-Garros
Het Stade Roland-Garros (Nederlands: Roland-Garrosstadion) is een tenniscomplex in Parijs. Jaarlijks wordt hier in mei en juni het Roland-Garros-grandslamtoernooi gehouden. In 2024 vond hier ook het Olympisch Tennistoernooi plaats.
Het complex is aangelegd in 1928 voor de Franse strijd voor titelbehoud in de Davis Cup. Het is postuum vernoemd naar Roland Garros, een Franse luchtvaartpionier en oorlogsheld. Op het 8,5 hectare grote park bevinden zich 20 tennisbanen, 3 tennisstadions, Les Jardins de Roland-Garros (een groot horecacomplex), Le Village (het pers- en VIP-centrum), het Nationale Trainingscentrum van de Franse tennisbond (Fédération Française de Tennis, FFT) en het Tenniseum (een multimediaal museum over de geschiedenis van tennis). Iets ten zuidoosten van het tenniscomplex bevinden zich ook de trainingsvelden.

## Ondergrond
De banen op Roland-Garros bestaan uit wit kalksteen met daaroverheen enkele millimeters gravel. Hieronder bevindt zich een laag van 15 centimeter aan vulkanisch gesteente. Daaronder volgt een kleine meter zand en een plaat beton. Tijdens grote toernooien wordt de rode laag steengruis dagelijks vervangen. Deze ondergrond was revolutionair in 1928 en bood een oplossing voor het toenmalige probleem met drainage.

## Stadions

### Court Philippe-Chatrier
Het Court Philippe-Chatrier is gebouwd in 1928 als het middelpunt van Roland-Garros en is nog altijd het hoofdstadion op het park. Het stadion biedt plaats aan 14.840 toeschouwers (in 2010 verlaagd van 15.166 wegens de aanleg van persvoorzieningen).
Het stadion droeg tot 1998 de naam Court Central, in dat jaar werd het vernoemd naar Chatrier. Hij was jarenlang voorzitter van de Franse tennisbond en hij bracht in 1998 tennis terug op de Olympische Spelen.
De vier hoofdtribunes dragen de namen van les Quatre Mousquetaires (de Vier Musketiers), legendarische Franse tennisspelers uit de jaren 20 en 30: Jacques Brugnon (Toto), Jean Borotra (de springende Bask), Henri Cochet en René Lacoste (de krokodil).
Op het Place des Mousquetaires, tussen Court Philippe-Chatrier en baan 1, staat een herdenkingsmonument ter nagedachtenis aan de belangrijke bijdrage die het viertal leverde aan het Franse tennis. De vier stonden aan de wieg van de Davis Cup-zege van 1927, welke aanleiding was voor de bouw van het park, en het behoud van deze titel tot 1933. Ook de beker voor de winnaar van het herenenkelspeltoernooi is vernoemd naar de vier. Deze beker draagt de naam La Coupe des Mousquetaires.
Voor de door corona uitgestelde najaarseditie van 2020 was het uitschuifbare dak in gebruik.

### Court Suzanne-Lenglen
Het tweede stadion van het complex heet Court Suzanne-Lenglen. Voorheen werd dit bouwwerk Court A genoemd. Het biedt plaats aan 10.068 toeschouwers en werd geopend in 1994. Het stadion is genoemd naar Suzanne Lenglen, die 31 grote toernooien won (waaronder zesmaal Roland-Garros en zesmaal Wimbledon) en twee gouden medailles op de Olympische Spelen van 1920. Zij wordt de Divine (goddelijke) en Grande Dame (grote dame) van het Franse tennis genoemd. Ook de beker voor de winnares van het dames-enkelspel op Roland-Garros (La Coupe Suzanne-Lenglen) is naar haar vernoemd. Bijzonder aan het stadion is het afwateringssysteem onder de baan, dat het eerste in zijn soort was. In 1994 werd het pad tussen het Court Philippe-Chatrier en het Court Suzanne-Lenglen omgedoopt tot Allée Marcel Bernard, ter nagedachtenis aan de in dat jaar overleden Franse tenniskampioen Marcel Bernard.
Voor de Olympische Zomerspelen 2024 werd ook de tweede baan voorzien van een uitschuifbaar dak. 

### Court Simonne-Mathieu
Court Simonne-Mathieu is in 2019 geopend en vernoemd naar Simonne Mathieu. Het stadion heeft een capaciteit van 5.000 zitplaatsen.

De drie stadions
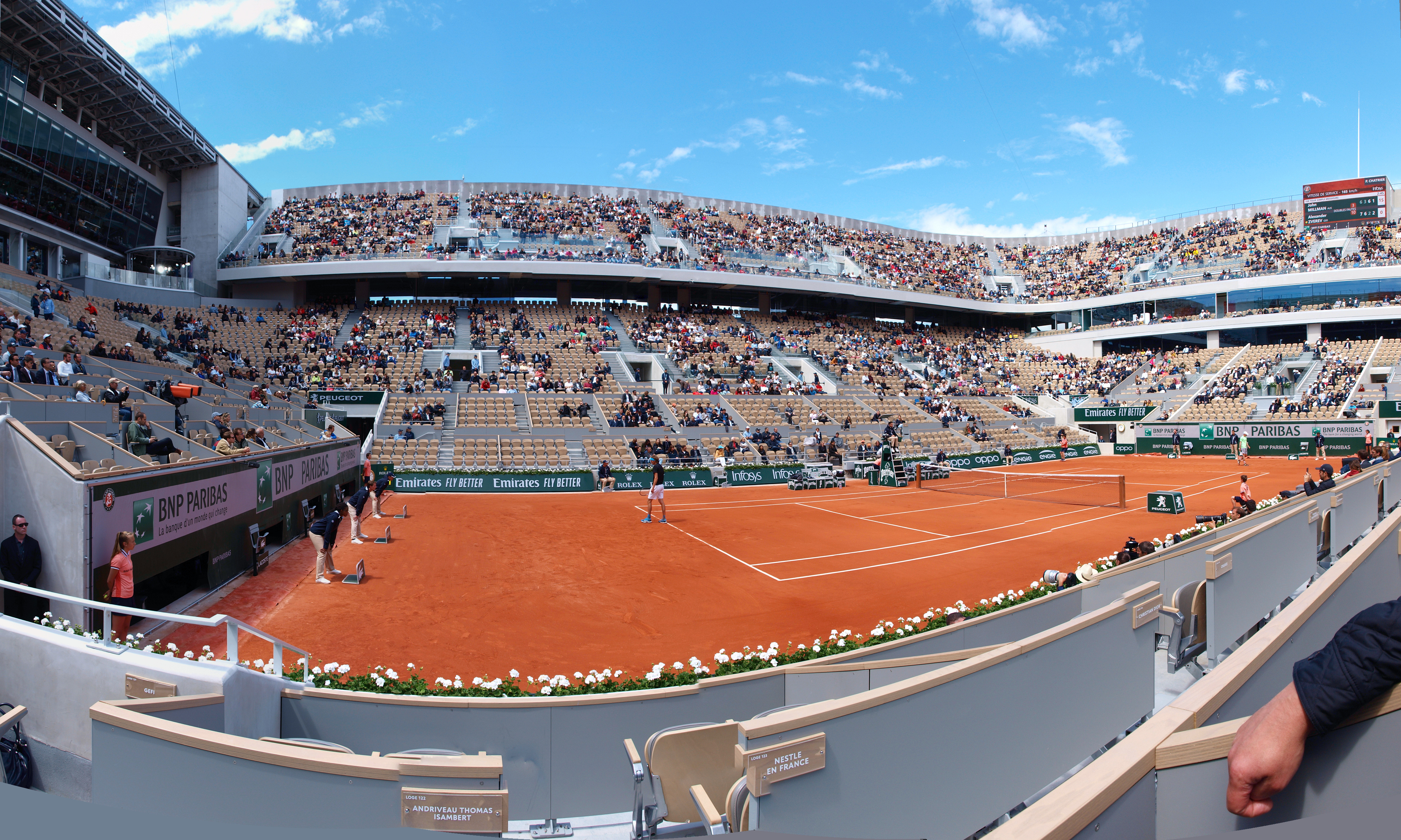
Het nieuwe Court Philippe-Chatrier 2019
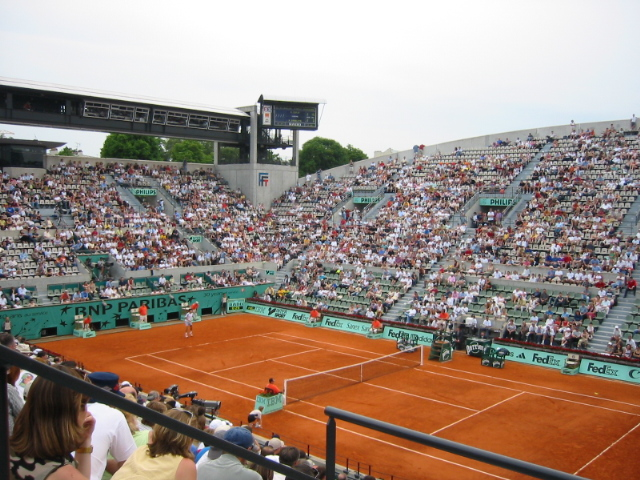
Court Suzanne-Lenglen
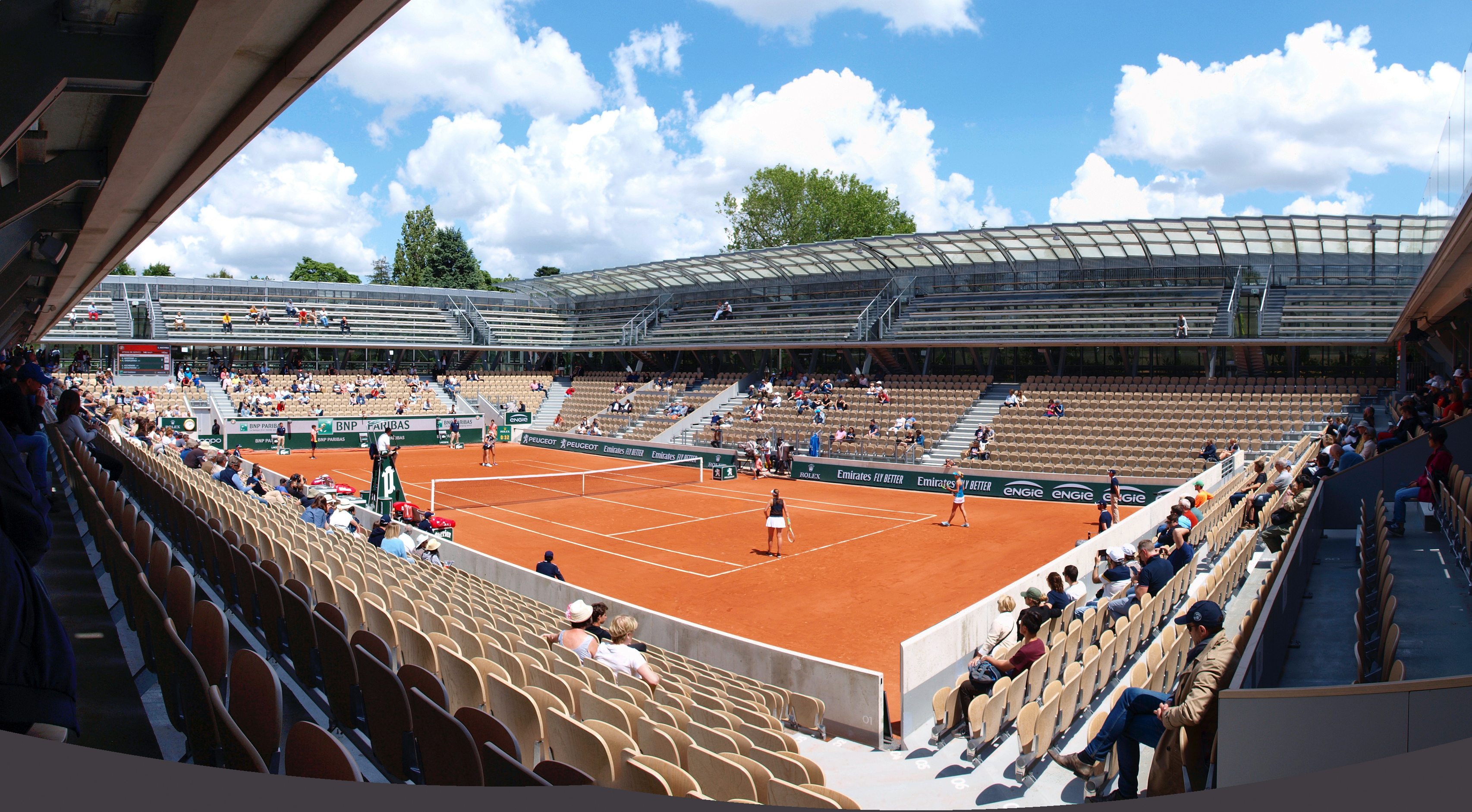
Court Simonne-Mathieu

## Tenniseum
Het Tenniseum, waarvan de volledige naam Museum van de Franse tennisbond luidt, is ontworpen door de Franse architect Bruno Moinard en werd geopend in 2003. Het is gebouwd op de voormalige locatie van de plantsoenendienst en bestaat uit een multimediacentrum, een mediatheek en tijdelijke en vaste exposities over de historie van Roland-Garros en het Franse tennis. De bekers van het toernooi maken deel uit van de vaste tentoonstellingen. In de mediatheek zijn posters, documenten, boeken en bladen te vinden over tennis. Ook bevinden zich hier alle officiële uitslagen van Roland-Garros van 1928 tot heden. Het multimediacentrum beheert een collectie van meer dan 4.000 uur van videobeelden (interviews en documentaires over grote spelers) en een filmarchief dat teruggaat tot 1897. Dagelijks worden er in het gebouw rondleidingen georganiseerd om 11 uur 's ochtends en 15 uur 's middags. Tijdens het toernooi mogen bezoekers gratis naar binnen.

## Uitbreiding
De Franse tennisbond maakte in 2009 bekend dat zij de Franse architect Marc Mimram hadden gevraagd om het ontwerp van een uitbreiding van het park te maken. De plannen omvatten het uitbreiden van Court Philippe-Chatrier met een dak en verlichting. Bij het George Hébert-recreatiecentrum, nabij de oostelijke ingang (Porte d'Auteuil), zou een vierde stadion worden gebouwd. Dit moest plaats bieden aan 14.600 toeschouwers. Ook waren er plannen voor twee kleinere banen met een capaciteit van 1.500 en 750 toeschouwers. Een mogelijke locatie voor deze banen was de plek waar tot 2009 het rugbystadion van Stade Français had gestaan.
In 2010 maakte de tennisbond, na tegenwerking van het Parijse stadsbestuur, bekend het toernooi te willen verplaatsen naar een compleet nieuw, uit 55 banen bestaand, complex buiten Parijs. Er werden drie mogelijke locaties genoemd: Marne-la-Vallée (locatie van Disneyland Parijs), Gonesse en een leegstaande militaire basis nabij Versailles. Te midden van beschuldigingen van bluffen en crisisdiplomatie liet een woordvoerder van het toernooi weten dat het toernooi qua oppervlakte van het complex slechts de helft aan ruimte ter beschikking heeft, in vergelijking met andere grandslamparken. Hierdoor zouden slechts twee opties mogelijk zijn: uitbreiding of verhuizen.
De Franse tennisbond stemde in 2011 in met het behoud van het toernooi op de huidige locatie. Deze optie werd genomen op basis van de financiële inschattingen van verhuizing (tussen 500 en 800 miljoen euro) en verbouwing van het huidige park (300 miljoen euro). Omwonenden, dierenbeschermingsorganisaties en lokale overheden proberen het project te dwarsbomen. Na de uitbreiding zou het park groeien van 8,5 hectare naar 13,5 hectare.

## Bereikbaarheid
Het park is bereikbaar met de Metro via de stations Porte d'Auteuil, Michel-Ange - Auteuil en Michel-Ange - Molitor met de metrolijnen 9 en 10.
De buslijnen 22, 32, 52, 62, 72, 123, 241 en PC1 stoppen nabij het complex. Tijdens het toernooi rijden er speciale Roland-Garros-taxi's, welke haltes hebben aan de zuidoosthoek van het park op de hoek van de Avenue Robert Schuman en Boulevard d'Auteuil. Deze taxi's reden in 2024 ook tijdens de Olympische Spelen.